# Сільпя-Дужа
Сільпя-Дужа (пол. Silpia Duża) — село в Польщі, у гміні Влощова Влощовського повіту Свентокшиського воєводства.
Населення — 140 осіб (2011).
У 1975-1998 роках село належало до Келецького воєводства.

## Демографія
Демографічна структура на день 31 березня 2011 року:
|          | Загалом | Допрацездатний вік | Працездатний вік | Постпрацездатний вік |
| -------- | ------- | ------------------ | ---------------- | -------------------- |
| Чоловіки | 69      | 9                  | 53               | 7                    |
| Жінки    | 71      | 14                 | 29               | 28                   |
| Разом    | 140     | 23                 | 82               | 35                   |